# Гадон, Владимир Сергеевич
Владимир Сергеевич Гадон (17 января 1860, Санкт-Петербург, — 17 сентября 1937, Москва) — генерал-майор Свиты Е. И. В.

## Биография
Из дворян Новгородской губернии. Сын генерал-лейтенанта Сергея Станиславовича Гадона (1824–1886) и Софьи Сергеевны, урожд. Лихардовой (1830–1884), дочери С.М.Лихардова, участника Отечественной войны 1812 года и Заграничных походов.
- 1878 Окончил Пажеский корпус, поступил на военную службу прапорщиком в лейб-гвардии Преображенский полк.
- Полковой адъютант.
- 30 августа 1878 — Подпоручик.
- 28 марта 1882 — Поручик.
- 13 апреля 1886 — Штабс-капитан.
- 30 августа 1890 — Капитан.
- Командир роты.
- 1891—1903 — Адъютант Великого князя Сергея Александровича.
- 24 марта 1896 — Полковник.
- 1902—1903 — Командир 5-го гренадерского Киевского полка.
- 1903 — Генерал-майор.
- 1903—1904 — Состоял при Великом Князе Сергее Александровиче (1903—1904).
- 1904—1906 — Командир лейб-гвардии Преображенского полка.

Не с лучшей стороны показал себя и командир л.-гв. Преображенского полка генерал-майор В. С. Гадон. Являясь человеком крайне осторожным, он во всем следовал приказаниям командира гвардейского корпуса генерала С. И. Васильчикова, который ещё за день до событий кровавого воскресенья настаивал на пресечении «беспорядков» силовым методом. Именно по его настоянию гвардейцам было выдано по 30 боевых патронов. Отряд В. С. Гадона действовал в тот день на Невском проспекте и принимал самое активное участие в устроенной войсками великого князя Владимира Александровича (по сути, «диктатора») бойне. — Чувардин Г.С. к.и.н. Русская императорская гвардия в событиях революции 1905-1907 гг.
- 1905 — Зачислен в Свиту Е. И. В.
- Май 1906 — Уволен со службы после случая с неповиновением в 1-м батальоне полка во время наряда в Петергофе.
- 21 июня 1906 — В отставке. Путешествовал по Европе (Германия, Франция, Голландия, Англия, Бельгия, Швейцария, Австрия, Швеция).
- 1 июня 1912 — В ознаменование первого приезда в Москву наследника-цесаревича возвращен на службу прежним чином генерал-майора (старшинство 07.03.1910) с зачислением в Свиту Его Величества. Числился по гвардейской пехоте.
- 1914 — Сотрудник общества Красного Креста, лицо для особых поручений по проверке лечебных заведений действующей армии.
- Май 1917 — В отставке по болезни «с мундиром и пенсией».
- Октябрь 1917 — Научный сотрудник Государственного исторического музея в Москве.
- Несколько раз был ненадолго арестован.
- Апрель 1924 — После очередного ареста и пребывания в Бутырской тюрьме приговорен к административной ссылке в Вологду на 3 года.
- 1931 — Вернулся в Москву, зарабатывал частными уроками и переводами с иностранных языков.
- 22 августа 1937 — Арестован.
- 14 сентября 1937 — Осужден тройкой при УНКВД СССР по Московской области. Обвинялся в контрреволюционной агитации среди узкого круга лиц. В обвинительном заключении значилось: «Вину свою не признал, но достаточно изобличается показаниями свидетелей». Расстрелян на Бутовском полигоне.
- Июнь 1989 — Реабилитирован.

## Отличия
- Орден Святой Анны II степени (1894)
- Орден Святого Владимира III степени (1899)
- Орден Святого Станислава III степени (1913)

## Семья
Двоюродный брат отца Владимира Сергеевича — художник В.В.Верещагин: мать Сергея Станиславовича Гадона — Софья Васильевна Гадон, урожденная Верещагина (1800–1924) и отец художника — Василий Васильевич Верещагин (1806–1879) — родные сестра и брат.
Брат — Сергей Сергеевич Гадон (1853–1915), художник.
Сестра — Софья Сергеевна (1854–?), в замуж. Йордан.
Жена — Анна Сергеевна Сабурова (урожд. Шереметева; 1873–1949), дочь С.Д.Шереметева.  С 1892 года фрейлина императрицы Марии Федоровны. В первом браке (1894 г.) замужем за А.П. Сабуровым. После Октябрьской революции дважды была арестована, приговорена к 3 годам ссылки с заменой на ограничение проживания. Жила сначала в Калуге, затем во Владимире, где и умерла. Похоронена на Князь-Владимирском кладбище.